# Chorilaena
Chorilaena es un género con seis especies de plantas  perteneciente a la familia Rutaceae.

## Especies
- Chorilaena angustifolia
- Chorilaena hassellii
- Chorilaena hasseltii
- Chorilaena hirsuta
- Chorilaena myoporoides
- Chorilaena quercifolia